# Epimenia babai
Epimenia babai is een Solenogastressoort uit de familie van de Epimeniidae. De wetenschappelijke naam van de soort is voor het eerst geldig gepubliceerd in 1997 door Salvini-Plawen.

## Synoniemen
- Epimenia verrucosa (Nierstrasz, 1902)

## Voorkomen
De soort komt voor in zee bij Japan. Het holotype is gevonden op een diepte tussen 40 en 60 meter bij Kyushu.